# خانقاه (لریک)
خانقاه (به لاتین: Xanəgah) یک منطقه مسکونی در جمهوری آذربایجان است که در شهرستان لریک واقع شده‌است. خانقاه ۹۰۹ نفر جمعیت دارد.